# Veikkausliiga 2015
La Veikkausliiga 2015 fu la centoseiesima edizione della massima serie del campionato finlandese di calcio, la ventiseiesima come Veikkausliiga. Il campionato, iniziato il 12 aprile e terminato il 31 ottobre, con il formato a girone unico e composto da dodici squadre, venne vinto dall'SJK per la prima volta nella sua storia. Capocannoniere del torneo fu Aleksandr Kokko, calciatore del RoPS, con 17 reti realizzate.

## Stagione

### Novità
Dalla Veikkausliiga 2014 venne retrocesso il TPS, mentre dalla Ykkönen 2014 venne promosso l'HIFK. A causa di problemi finanziari sia all'Honka sia al MyPa non è stata concessa la licenza di partecipazione alla Veikkausliiga, e al loro posto sono stati ripescati il KTP e l'Ilves, classificatisi al secondo e al terzo posto in Ykkönen 2014.

### Formula
Le dodici squadre si affrontavano tre volte nel corso del campionato, per un totale di 33 giornate. La prima classificata era decretata campione di Finlandia e veniva ammessa alla UEFA Champions League 2016-2017. La seconda e la terza classificata venivano ammesse al primo turno di qualificazione della UEFA Europa League 2016-2017. Se la vincitrice della Suomen Cup, ammessa al primo turno di qualificazione della UEFA Europa League 2016-2017, si classificava al secondo o al terzo posto, la quarta classificata veniva ammessa al primo turno di qualificazione della UEFA Europa League. L'ultima classificata veniva retrocessa direttamente in Ykkönen, mentre la tredicesima classificata affrontava la seconda classificata in Ykkönen in uno spareggio promozione/retrocessione.

## Squadre partecipanti
| Club          | Città     | Stadio                        | Stagione 2014              |
| ------------- | --------- | ----------------------------- | -------------------------- |
| HJK           | Helsinki  | Sonera Stadium                | Campione di Finlandia      |
| HIFK          | Helsinki  | Sonera Stadium                | 1º posto in Ykkönen        |
| IFK Mariehamn | Mariehamn | Wiklöf Holding Arena          | 5º posto in Veikkausliiga  |
| Ilves         | Tampere   | Tammelan stadion              | 3º posto in Ykkönen        |
| Inter Turku   | Turku     | Veritas-stadion               | 9º posto in Veikkausliiga  |
| Jaro          | Jakobstad | Jakobstads centralplan        | 6º posto in Veikkausliiga  |
| KTP           | Kotka     | Arto Tolsa Areena             | 2º posto in Ykkönen        |
| KuPS          | Kuopio    | Savon Sanomat Areena          | 7º posto in Veikkausliiga  |
| Lahti         | Lahti     | Lahden Stadion                | 3º posto in Veikkausliiga  |
| RoPS          | Rovaniemi | Rovaniemen Keskuskenttä       | 10º posto in Veikkausliiga |
| SJK           | Seinäjoki | Seinäjoen Keskuskenttä        | 2º posto in Veikkausliiga  |
| VPS           | Vaasa     | Hietalahden jalkapallostadion | 4º posto in Veikkausliiga  |

## Classifica finale
|  | Pos. | Squadra       | Pt | G  | V  | N  | P  | GF | GS | DR  |
|  | ---- | ------------- | -- | -- | -- | -- | -- | -- | -- | --- |
|  | 1.   | SJK           | 60 | 33 | 18 | 6  | 9  | 50 | 22 | +24 |
|  | 2.   | RoPS          | 59 | 33 | 17 | 8  | 8  | 44 | 29 | +15 |
|  | 3.   | HJK           | 58 | 33 | 16 | 10 | 7  | 45 | 30 | +15 |
|  | 4.   | Inter Turku   | 49 | 33 | 13 | 10 | 10 | 45 | 35 | +10 |
|  | 5.   | Lahti         | 48 | 33 | 12 | 12 | 9  | 38 | 36 | +2  |
|  | 6.   | IFK Mariehamn | 45 | 33 | 11 | 12 | 10 | 30 | 36 | -6  |
|  | 7.   | HIFK          | 43 | 33 | 10 | 13 | 10 | 42 | 42 | 0   |
|  | 8.   | Ilves         | 40 | 33 | 11 | 7  | 15 | 32 | 48 | -16 |
|  | 9.   | KuPS          | 38 | 33 | 9  | 11 | 13 | 32 | 40 | -8  |
|  | 10.  | VPS           | 33 | 33 | 8  | 9  | 16 | 36 | 43 | -7  |
|  | 11.  | KTP           | 32 | 33 | 7  | 11 | 15 | 27 | 44 | -17 |
|  | 12.  | Jaro          | 29 | 33 | 6  | 11 | 16 | 27 | 43 | -16 |

Legenda:
      Campione di Finlandia e ammessa alla UEFA Champions League 2016-2017
      Ammesse in UEFA Europa League 2016-2017
 Ammessa allo spareggio promozione-retrocessione
      Retrocessa in Ykkönen
Note:
Tre punti a vittoria, uno a pareggio, zero a sconfitta.
La classifica viene stilata secondo i seguenti criteri:
- Punti conquistati
- Differenza reti generale
- Reti totali realizzate
- Punti conquistati negli scontri diretti
- Differenza reti negli scontri diretti
- Reti realizzate negli scontri diretti
- Minor numero di reti subite in trasferta†
- Reti realizzate in casa†
- Minor numero di reti subite in casa†
- Play-off†
- Sorteggio

† solo per decidere il campione, la partecipazione alle coppe europee, la retrocessione

## Risultati
|               | HJK     | HIFK    | Ilves   | Inter   | Jaro    | KTP     | KuPS    | Lahti   | IFK     | RoPS    | SJK     | VPS     |
| ------------- | ------- | ------- | ------- | ------- | ------- | ------- | ------- | ------- | ------- | ------- | ------- | ------- |
| HJK           | ––––    | 1-1     | 2-1     | 2-0 0-2 | 3-0 4-0 | 1-0 2-1 | 1-1     | 1-1 1-0 | 1-0 4-0 | 0-2     | 3-1     | 1-0     |
| HIFK          | 1-1     | ––––    | 2-2     | 2-1 2-0 | 3-2 0-0 | 0-0     | 1-1 1-3 | 3-3     | 1-1     | 1-1     | 1-0     | 3-0 0-3 |
| Ilves         | 1-1 1-0 | 1-1 1-3 | ––––    | 1-0     | 1-0     | 0-0 2-0 | 1-0     | 2-1 1-2 | 1-3     | 0-1     | 0-0     | 1-3     |
| Inter Turku   | 3-0     | 3-1     | 3-1 1-2 | ––––    | 2-0 1-0 | 4-1 3-0 | 3-1     | 0-2     | 1-1     | 2-0     | 1-1 0-2 | 1-1     |
| Jaro          | 1-1     | 0-2     | 3-1 3-0 | 0-0     | ––––    | 0-2 0-0 | 1-1     | 1-1     | 1-1 0-0 | 1-2 0-1 | 0-1 1-0 | 2-1     |
| KTP           | 1-1     | 1-2 2-1 | 1-2     | 4-1     | 1-0     | ––––    | 0-1 3-1 | 0-0     | 0-2     | 0-0 0-4 | 0-0 1-3 | 3-2 0-0 |
| KuPS          | 1-0 0-1 | 2-0     | 1-2     | 1-1     | 1-3 2-0 | 1-1     | ––––    | 0-3 1-0 | 0-0     | 3-0     | 1-1     | 1-0 0-0 |
| Lahti         | 0-0     | 2-0 0-5 | 3-1     | 1-1 3-1 | 1-1     | 1-1 3-2 | 1-0     | ––––    | 0-1 0-0 | 1-2 1-4 | 1-0     | 0-0     |
| IFK Mariehamn | 0-2     | 1-1 1-0 | 2-0 0-0 | 0-2     | 4-3     | 2-1 0-1 | 1-1 2-3 | 0-2     | ––––    | 1-0     | 0-3 1-1 | 2-0     |
| RoPS          | 1-3 2-1 | 2-0     | 4-1 0-0 | 0-4 1-1 | 0-0     | 4-0     | 1-0 2-1 | 1-2     | 1-1     | ––––    | 2-0     | 1-0 2-1 |
| SJK           | 1-2 3-0 | 2-0 4-1 | 3-0 2-1 | 0-1     | 2-0     | 1-0     | 1-0 5-0 | 0-0     | 4-0     | 1-0 0-1 | ––––    | 2-0 3-2 |
| VPS           | 2-2 1-2 | 0-2     | 2-3 1-0 | 3-0 0-0 | 1-2 2-1 | 1-1     | 2-2     | 3-1 2-0 | 0-1 1-0 | 1-1     | 1-3     | ––––    |

## Spareggio promozione/retrocessione
|              | Risultati |              | Luogo e data            |
| ------------ | --------- | ------------ | ----------------------- |
| PK-35 Vantaa | 0-0       | KTP          | Vantaa, 28 ottobre 2015 |
| KTP          | 2-3       | PK-35 Vantaa | Kotka, 31 ottobre 2015  |
|              |           |              |                         |

## Statistiche

### Classifica marcatori
| Gol |  |  | Giocatore       | Squadra       |
| --- |  |  | --------------- | ------------- |
| 17  |  |  | Aleksandr Kokko | RoPS          |
| 16  |  |  | Juho Mäkelä     | VPS           |
| 14  |  |  | Akseli Pelvas   | SJK           |
| 12  |  |  | Matheus Alves   | Lahti         |
| 10  |  |  | Mika Lahtinen   | Ilves         |
| 9   |  |  | Pekka Sihvola   | HIFK          |
| 8   |  |  | Dever Orgill    | IFK Mariehamn |
| 8   |  |  | Roope Riski     | SJK           |
| 8   |  |  | Demba Savage    | HJK           |
| 8   |  |  | Atomu Tanaka    | HJK           |
| 8   |  |  | Erfan Zeneli    | HJK           |
| 6   |  |  | Joni Aho        | Inter Turku   |
| 6   |  |  | Ilari Äijälä    | KTP           |
| 6   |  |  | Guy Gnabouyou   | Inter Turku   |
| 6   |  |  | Ousman Jallow   | HJK           |
| 6   |  |  | Toni Lehtinen   | SJK           |
| 6   |  |  | Ville Salmikivi | HIFK          |